# Принс-Джордж (Британская Колумбия)
Принс-Джордж (англ. Prince George) — крупнейший по численности населения город в северной части Британской Колумбии с населением 80,981 чел. (в агломерации 83 225 чел.) и известен как «Северная столица Британской Колумбии». Расположенный у слияния рек Фрейзер и Нечако, город играет важную роль в экономике и культуре провинции.

## Спорт
В городе играет юниорская команда Западной хоккейной лиги «Принс-Джордж Кугарз».